# Đài Sơn, Giang Môn
Đài Sơn (chữ Hán giản thể: 台山市, âm Hán Việt: Đài Sơn thị) là một thành phố cấp huyện thuộc địa cấp thị Giang Môn, tỉnh Quảng Đông, Cộng hòa Nhân dân Trung Hoa. Thành phố Đài Sơn có diện tích 3286 km², dân số 990.000 người. Thành phố Đài Sơn có mã số bưu chính 529200, mã vùng điện thoại 0750. Chính quyền thành phố đóng tại trấn Đài Thành.
Là địa phương thuộc Tân Hội, thời nhà Minh lập huyện Tân Ninh, năm 1914 đổi tên thành huyện Đài Sơn. Năm 1992 lập thành phố cấp huyện trên cơ sở huyện Đài Sơn.